# Ореус, Фёдор Максимович
Фёдор (Фридрих) Максимович Ореус (1783—1866) — русский военный деятель, директор Полоцкого кадетского корпуса, инспектор военно-учебных заведений Российской империи, генерал от инфантерии в отставке.
Его брат Иван был товарищем министра финансов и сенатором; племянники: Иван Иванович Ореус — генерал-лейтенант, военный писатель; Николай Иванович Ореус — генерал-майор, начальник Военно-учёного архива.

## Биография
Родился 4 (15) июля 1783 года в семье председателя Выборгской гражданской палаты, впоследствии — Выборгского и Финляндского губернатора действительного статского советника Максима Максимовича Ореуса.
В военную службу вступил 18 мая 1802 года. Принимал участие в Отечественной войне 1812 года и последующих Заграничных походах русской армии.
Затем служил по ведомству военно-учебных заведений. В 1820 году произведён в подполковники, с 1838 года — генерал-майор, с 1848 года — генерал-лейтенант. Был директором Полоцкого кадетского корпуса, с 1855 года занимал должность члена совета и инспектора военно-учебных заведений.
Вышел в отставку с производством в генералы от инфантерии 3 июня 1862 года .
Скончался в Санкт-Петербурге 17 (29) июня 1866 1866 года, похоронен на Волковом лютеранском кладбище.
Среди прочих наград Ф. М. Ореус имел ордена Св. Георгия 4-й степени, пожалованный ему 26 ноября 1827 года за беспорочную выслугу 25 лет в офицерских чинах (№ 4091 по кавалерскому списку Григоровича—Степанова), Св. Станислава 1-й степени (1845 год), Св. Анны 1-й степени (1845 год, императорская корона к этому ордену пожалована в 1847 году) и Св. Владимира 2-й степени (1850 год).
Его сыновья: Михаил (1843—1919), Владимир (подполковник), Александр (?—1899).